# L'Orontea
L'Orontea è un'opera composta da un prologo e tre atti di Antonio Cesti, su libretto di Giacinto Andrea Cicognini e Giovanni Filippo Apolloni.
La prima rappresentazione ebbe luogo a Innsbruck il 19 febbraio 1656. Fu una delle opere italiane più popolari del XVII secolo. Comprende note arie per soprano come Intorno all'idol mio, Addio Corindo e Il mio ben dice ch'io speri. 
Fu ripresa più di 17 volte prima del 1700, tra cui a Genova, Roma, Firenze, Torino, Milano, Bologna, Venezia, Palermo, Napoli, Hannover.  Quasi tutta la partitura andò perduta e l'opera fu dimenticata. Negli anni cinquanta sono stati scoperti alcuni manoscritti. Le rappresentazioni moderne iniziarono nel 1961 alla Piccola Scala di Milano con Teresa Berganza e Carlo Cava, con la direzione di Bruno Bartoletti. 
René Jacobs ha diretto una produzione del 1982 a Innsbruck e Ivor Bolton nel 2015 all'Oper Frankfurt. L'opera è stata rappresentata per la prima volta in Australia dalla Pinchgut Opera nel 2022. Un nuovo allestimento è stato inserito nella stagione 2023/2024 del Teatro alla Scala di Milano, con la direzione di Giovanni Antonini, la regia di Robert Carsen e Stéphanie d'Oustrac nel ruolo principale.